# Rock (Worcestershire)
Pour les articles homonymes, voir Rock (homonymie).
Rock est une paroisse civile et un village du Worcestershire, en Angleterre.